# 杨健 (外交官)
杨健（？—），女，中华人民共和国外交官，曾任中华人民共和国驻文莱达鲁萨兰国特命全权大使。

## 生平
1986年，毕业于南京大学外文系。1988年，毕业于北京外国语学院联合国译员训练班，进入中华人民共和国外交部工作，先后在外交部新闻司、驻新加坡大使馆、外交部亚洲司任职。2003年，任驻美国大使馆参赞。2005年，任外交部亚洲司朝鲜半岛事务办公室主任。2007年，任外交部亚洲司参赞，后升任副司长。2010年，赴中央党校学习。2011年，回任外交部亚洲司副司长。2014年9月，任复旦大学国际问题研究院住所研究员。2015年1月，出任中华人民共和国驻文莱大使。2018年12月，自驻文莱大使离任。2019年9月，任复旦大学国际问题研究院研究员、中国与周边国家关系研究中心主任。